# ヴァルター・フォン・ヒューナースドルフ
ヴァルター・フォン・ヒューナースドルフ（ドイツ語: Walther von Hünersdorff、1898年11月28日 - 1943年7月17日）は、ドイツの陸軍軍人。最終階級は陸軍中将（ドイツ国防軍）。

## 経歴

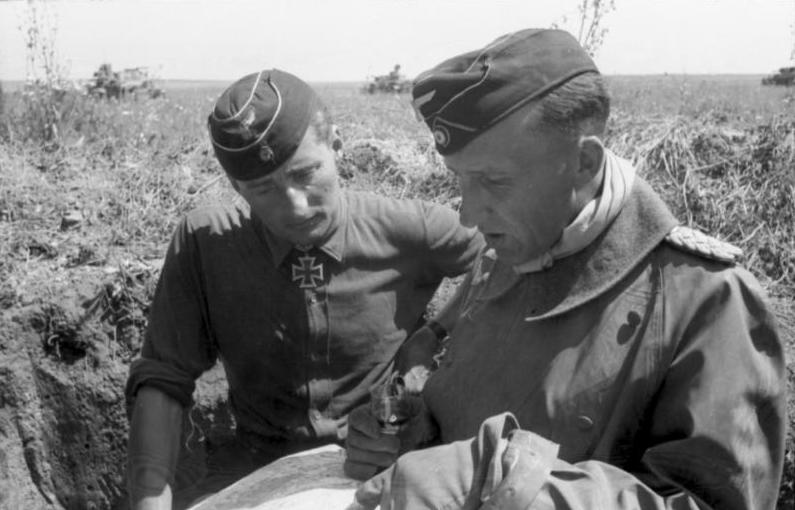
第6装甲師団所属時のヒューナースドルフ(右)。隣はブロニコフスキー。

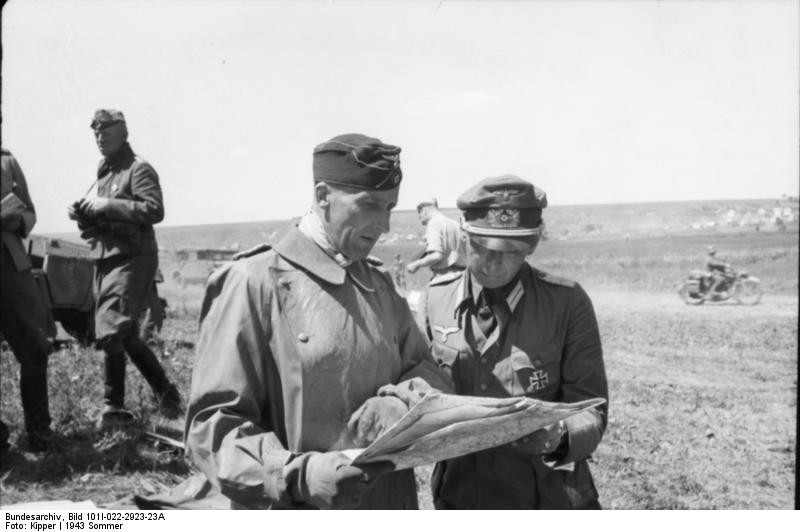
クルスクの戦いでのヒューナースドルフ(左)。

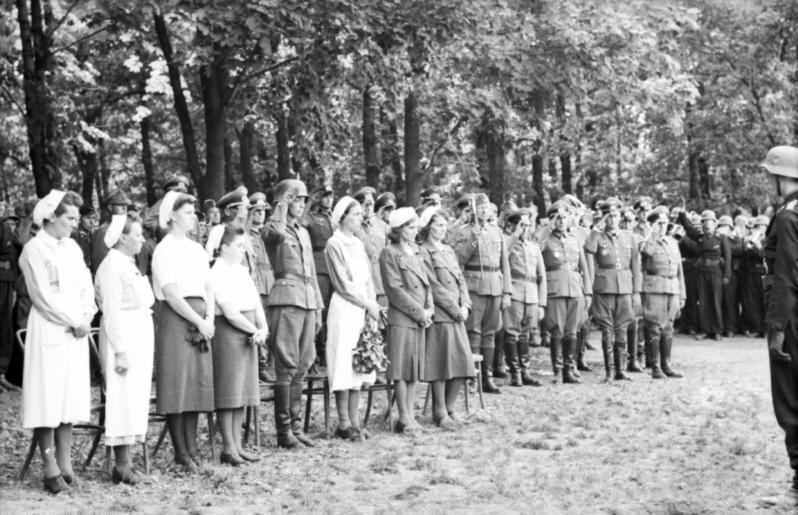
彼の葬儀の様子。中央で花束を持っている女性は彼の妻。

1898年11月28日、エジプト・スルターン国（ムハンマド・アリー朝エジプト）カイロ生まれ。1915年にドイツ帝国陸軍へ入隊し、第一次世界大戦に従軍した。ドイツ帝国解体後も軍に残り、ヴァイマル共和国軍を経てドイツ国防軍陸軍へ入隊した。
第二次世界大戦では1941年2月に第3装甲集団参謀長へ就任した。その後第6装甲師団第11装甲連隊に移り、スターリングラードの戦いで包囲された第6軍救出に当たった。第4装甲軍第57軍団のもと、第11装甲連隊の戦車大隊からなる「ヒューナースドルフ戦隊」を組織しスターリングラードへ向かったが道中ソ連軍の猛攻に遭い、第6軍救出には至らなかった。1943年には第6装甲師団司令官に就任している。
1943年7月14日、クルスクの戦いに於いてヒューナースドルフ及び彼の参謀はドイツの爆撃機He111の部隊による同士討ちに遭い、負傷した。しかし不運は続き、同士討ちに遭ったその日、彼は狙撃手によって頭を撃ち抜かれた。即座にハリコフの野戦病院へ搬送されたが、7月17日に死亡した。

## 叙勲
- 鉄十字章
  - 二級鉄十字勲章1914年章
  - 一級鉄十字勲章1914年章
- 鉄十字章略章
  - 二級鉄十字略章 (1940年5月14日)[2]
  - 一級鉄十字略章 (1940年5月27日)[2]
- ドイツ十字章
  - ドイツ十字章金章 (1942年1月26日)[3]
- 騎士鉄十字章
  - 騎士鉄十字章 (1942年12月22日)[4]
  - 柏葉付騎士鉄十字章 (1943年7月14日)[4]